# 프룬

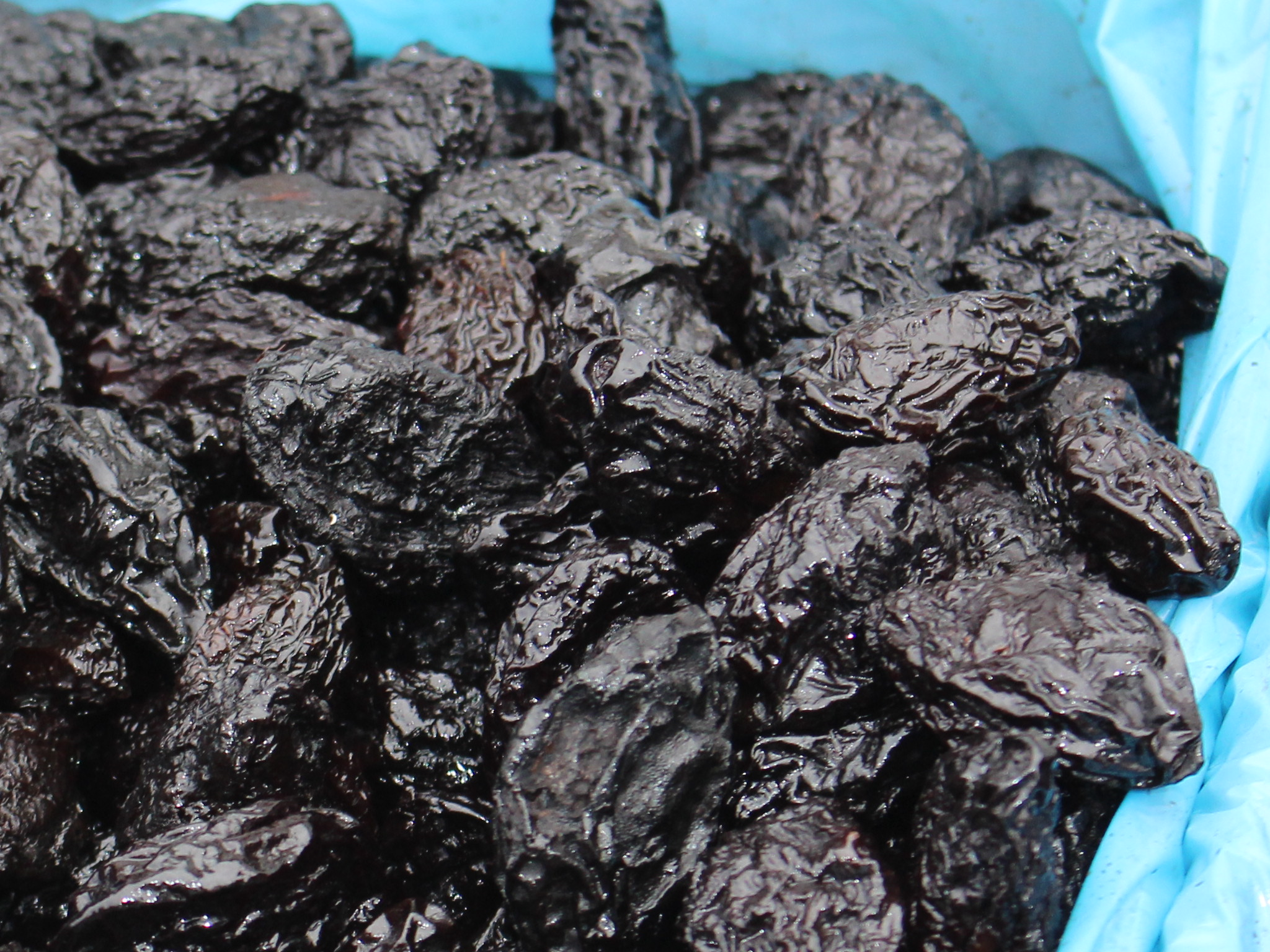
푸룬

푸룬(영어: prune)은 말린 서양자두이다. 최근에 안동에서 서양자두나무 재배에 성공하여 하여 생과가 유통되기 시작했지만 여전히 대다수는 주스 혹은 말려서 건조한 상태로 유통한다. 보통의 자두는 씨가 있는 상태로 건조하면 부패하지만 푸룬은 씨가 있는 상태로 건조해도 부패하거나 발효하지 않는다. 푸룬은 건조되는 과정에서 소르빈산 칼륨이라는 성분이 생기는데 이것은 천연방부제 역할을 하여 푸룬의 부패를 막아준다. 쉽게 부패하지 않는 성질 덕분에 휴대가 용이하다.

## 유래
푸룬은 원래 캅카스 지역의 사람들이 즐겨먹던 식품이었다. 이후에 서유럽 등지로 전해졌고 프랑스의 루이스 펠리에(Louis Pellier)에 의해 미국의 캘리포니아주로 건너오게 되었다.

## 성분
- 수분[6]
- 탄수화물[6]
- 단백질[6]
- 지방[6]
- 아미노산[6]
- 무기질[6]
- 비타민[6]
- 당류[6]
- 식이섬유[6]
- 폴리페놀[5][3]

등의 성분을 포함하고 있다.

## 효능

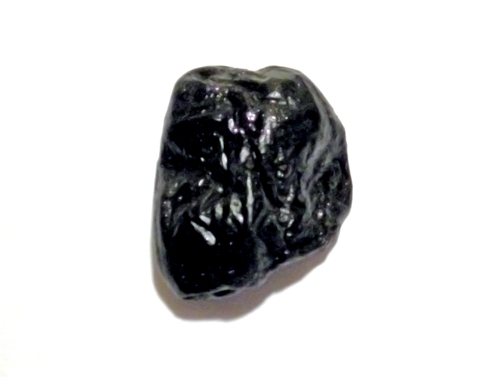

- 변비예방

변비 예방, 증상 완화는 푸룬의 가장 대표적이고 잘 알려진 효능이다. 푸룬에 함유된 많은 양의 식이섬유와 소르비톨이 장기능을 촉진시키고, 대변의 이동 시간을 줄여줘서 변비 증상을 완화시키는 것이다.
- 항산화 효과

푸룬에는 폴리페놀 같은 항산화물질이 함유되어 있다.
- 노화 방지 및 암 예방에 도움

폴리페놀은 항산화효과가 있어 노화방지 효과가 있다.
- 눈 건강

자두에 비해 3배가량 많은 양의 비타민A가 함유되어 있어 눈 건강을 지키는데 효과가 있다.
- 골다공증 예방

푸룬에 함유된 비타민K, 비타민B6, 칼륨은 뼈를 건강하게 만들어 골다공증 예방에 효과가 있다.
- 다이어트 효과

열량은 낮지만 적은 양으로도 포만감을 주고, 다이어트를 하며 생길 수 있는 변비 증상도 예방할 수 있기 때문에 다이어트에도 효과가 있다.
- 고혈압 예방

혈압을 조절하는 역할을 하는 칼륨이 풍부한 푸룬은 고혈압 예방에 도움이 된다.

## 섭취 시 주의사항
성인의 경우에는 하루에 10~12알 정도를 먹는 것이 적당하다. 푸룬을 처음 접하는 사람이라면 처음부터 많이 먹기 보다는 4~5알 정도의 양으로 시작하여 점차 섭취량을 늘리는 것이 좋은 방법이다. 한번에 너무 많은 양의 푸룬을 섭취한다면 복통, 설사 등의 증상이 나타날 수 있다.

## 같이 보기
- 와무이